# Emilija Jordanova

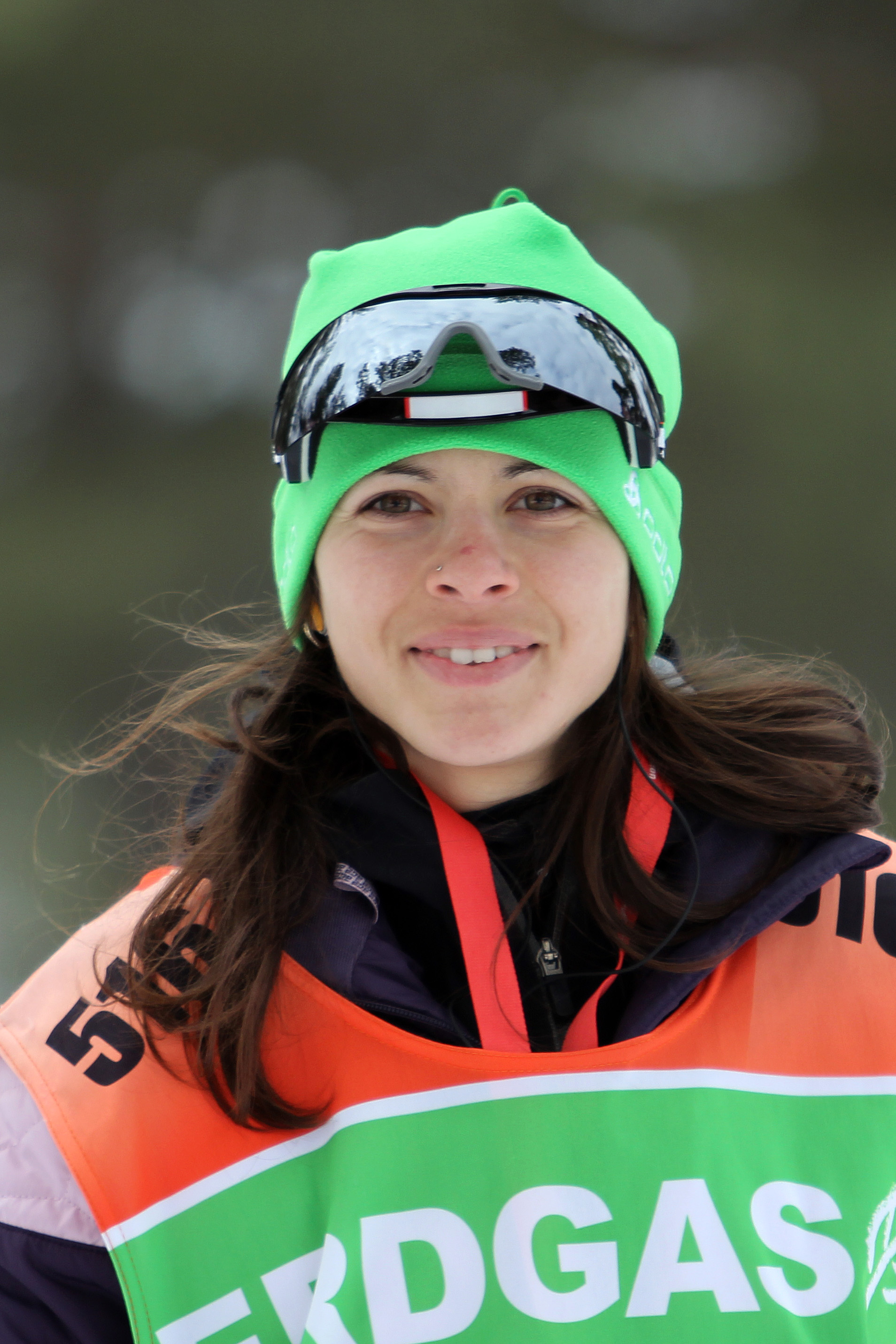
Emilija Jordanova

Emilija Jordanova, född 5 maj 1989, är en bulgarisk skidskytt. Hon tog två brons på vinteruniversiaden i Turkiet. Tävlar i världscupen.